# Марьянник луговой
Марья́нник лугово́й (лат. Melampýrum pratense) — однолетнее травянистое растение, вид рода Марьянник (Melampyrum) семейства Заразиховые (Orobanchaceae).

## Ботаническое описание
Растение 15-30 (60) см высотой.
Стебель голый или в верхней части опушённый редкими, короткими, белыми, обращёнными вниз волосками, прямой, простой или ветвистый, с 1-2 парами тонких ветвей.
Листья яйцевидно-ланцетные или линейно-ланцетные, 4-9 см длиной и 0,5-1,2 см шириной, длинно заострённые, суженные в черешок 1-1,5 мм длиной или сидячие, цельнокрайные или верхние иногда в основании редко-зубчатые, голые или с обеих сторон рассеянно-волосистые и по краю покрытые короткими, жёсткими ресничками.
Цветки на голых цветоножках 1-2 мм длиной, прямые, позже горизонтально отклонённые и обращённые в одну сторону, в редком кистевидном соцветии, 2-7 см длиной и 1 см шириной. Прицветники сходные по форме с листьями, яйцевидные или линейно-ланцетные, 1,7 см длиной, 0,4 см шириной, нижние в основании округлые, цельнокрайные или слабо выемчато-зубчатые, верхние в основании клиновидные, с 1-2 несколько шиловидно-линейными зубцами или все цельнокрайные. Чашечка 7 мм длиной, почти голая, с длинной трубкой 3 мм длиной, по жилкам иногда редко-волосистой и с линейно-шиловидными, вверх оттянутыми, почти равными зубцами 4 (5) мм длиной, короче трубки венчика, по краю с редкими, короткими, жёсткими волосками. Венчик в 1½-2½ раза длиннее чашечки, лимонно-жёлтый, белый, буроватый или вначале желтоватый, позже светло-розовый с пурпуровыми полосками, с прямой, белой трубкой, в зеве более-менее замкнутой, нижняя губа слабо отклонена от сплюснутой верхней. Тычинки с пыльниками 2,5 мм длиной, с неравными, остроконечными придатками, нижние длиннее остальных. Завязь яйцевидная, 2-3 мм длиной, 1,5 мм шириной, голая. Столбик в 3 раза длиннее завязи, наверху загнутый, гладкий.
Коробочка яйцевидная, заострённая, почти прямая, 0,8-1 см длиной, 0,4-0,5 см шириной, немного или на 1/3 длиннее чашечки, голая, косо заострённая, щель вскрытия голая. Семена продолговатые, 5,5-6 мм длиной, 2,5 мм шириной, гладкие. Цветёт с мая по июль.
Вид описан из Западной Европы.

## Распространение и экология
Вид широко распространён в лесной зоне Европы и Западной Сибири, доходя на востоке до бассейна Енисея. Европа: лесная полоса, Скандинавия, включая Арктическую Скандинавию, горы Средней Европы, Кольский полуостров, Карелия, Приполярный Урал, Северный Урал (гора Сабля); Арктическая часть России: юг Канина, южное побережье Чёшской губы, Мурман; Западная Сибирь: юг; Восточная Сибирь: среднее течение Енисея; Малая Азия.
Терофит. Облигатный полупаразит, образует гаустории со многими видами растений. Растениями-хозяевами марьянника лугового могут выступать деревья (береза пушистая, лещина обыкновенная и рябина обыкновенная), кустарники (вереск обыкновенный и черника обыкновенная) или травянистые растения — тысячелистник, буквица, колокольчик, тмин, чина, девясил, кровохлебка и другие.
Произрастает в хвойных, лиственных и смешанных лесах, в тундрах, на полянах, лесных, разнотравных лугах, на ключевых и сфагновых болотах, по берегам озёр и морей.

## Классификация

### Таксономическое положение
- Melampyrum pratense L., 1753, Sp. Pl. : 605

Вид Марьянник луговой включается в род Марьянник (Melampyrum) включается в семейство Заразиховые (Orobanchaceae) порядка Ясноткоцветные (Lamiales), последовательно входящего в более крупные клады Ламииды → Астериды → Суперастериды → Эвдикоты → Цветковые растения. Таксономическая схема в соответствии с Системой APG IV по состоянию на июнь 2024 года:
|  |                          |  |                                   |                                   |                       |  | еще 23 семейства | еще 23 семейства |                       |  |                         |  | еще 43 подтвержденных вида и 17 видов, ожидающих подтверждения | еще 43 подтвержденных вида и 17 видов, ожидающих подтверждения |  |
|  |                          |  |                                   |                                   |                       |  | еще 23 семейства | еще 23 семейства |                       |  |                         |  | еще 43 подтвержденных вида и 17 видов, ожидающих подтверждения | еще 43 подтвержденных вида и 17 видов, ожидающих подтверждения |  |
|  |                          |  |                                   | порядок Ясноткоцветные            |                       |  |                  |                  | род Марьянник         |  |                         |  |                                                                |                                                                |  |
|  |                          |  |                                   | порядок Ясноткоцветные            |                       |  |                  |                  | род Марьянник         |  | 2 внутривидовых таксона |  |                                                                |                                                                |  |
|  | клада Цветковые растения |  |                                   |                                   | семейство Заразиховые |  |                  |                  | вид Марьянник луговой |  |                         |  |                                                                |                                                                |  |
|  | клада Цветковые растения |  |                                   |                                   |                       |  |                  |                  |                       |  |                         |  |                                                                |                                                                |  |
|  |                          |  | ещё 63 порядка цветковых растений | ещё 63 порядка цветковых растений |                       |  |                  | еще 98 родов     | еще 98 родов          |  |                         |  |                                                                |                                                                |  |
|  |                          |  |                                   | ещё 63 порядка цветковых растений |                       |  |                  |                  | еще 98 родов          |  |                         |  |                                                                |                                                                |  |

### Внутривидовые таксоны
- Melampyrum pratense subsp. latifolium Schübl. & G.Martens
- Melampyrum pratense subsp. pratense

### Синонимы
- Marinellia vulgaris Bubani
- Melampyrum alpestre Brugger
- Melampyrum laciniatum Koshevn. & Zing.